# Федеральний резервний банк Чикаго
41°52′43″ пн. ш. 87°37′54″ зх. д. / 41.8785° пн. ш. 87.6316° зх. д.

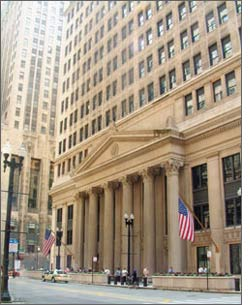
Федеральний резервний банк Чикаго розташований на розі LaSalle Street і Jackson Boulevard в фінансовому районі міста Чикаго

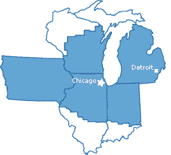
Мапа Сьомого округу.

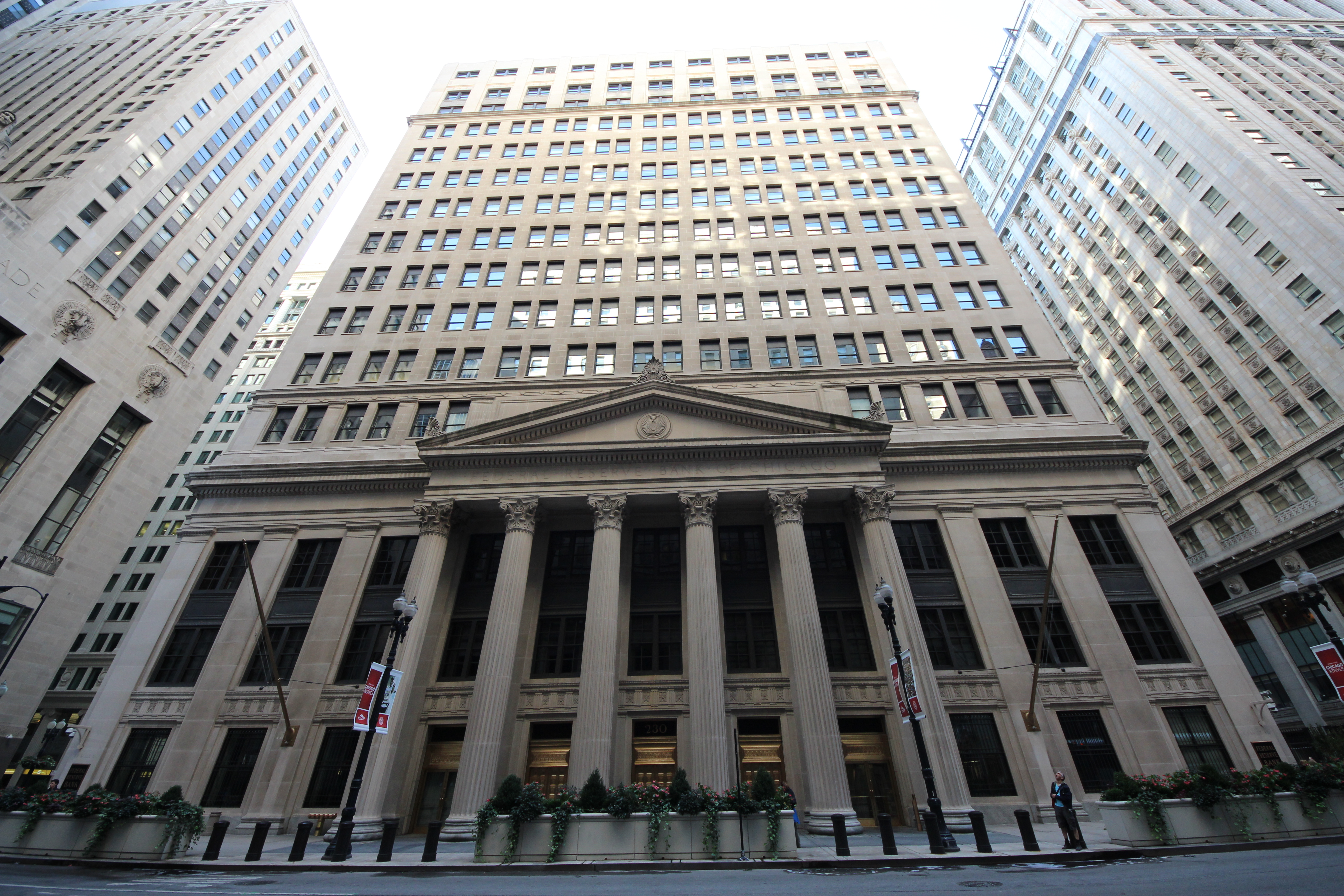
Фасад будівлі ФРБ Чикаго.

Федеральний резервний банк Чикаго (англ. Federal Reserve Bank of Chicago) — один з дванадцяти федеральних резервних банків США, що разом утворюють Федеральну резервну систему, зі штаб-квартирою у місті Чикаго. ФРБ Чикаго відповідає за Сьомий округ ФРС США, який охоплює північну частину штату Іллінойс і Індіана, південну частину штату Вісконсин, нижній півострів штату Мічиган, і штат Айова.

## Чинний склад ради директорів
Наступні особи займають місце в раді директорів з 2011: Усі терміни повноважень спливають 31 грудня.

### Class A
| Ім'я                                    | Посада                                                                                                 | Термін повноважень спливає |
| --------------------------------------- | --- | -------------------------- |
| Стефен Ґудінав (Stephen J. Goodenow)    | Голова і головний виконавчий директор Bank Midwest Spirit Lake, Iowa                                   | 2012                       |
| Марк Гевіт (Mark C. Hewitt)             | Президент і головний виконавчий директор Clear Lake Bank & Trust Company Clear Lake, Iowa              | 2013                       |
| Фредерік Воддель (Frederick H. Waddell) | Голова і головний виконавчий директор Northern Trust Corporation and The Northern Trust Company Чикаго | 2014                       |

### Class B
| Ім'я                              | Посада                                                                                            | Термін повноважень спливає |
| --------------------------------- | ------------------------------------------------------------------------------------------------- | -------------------------- |
| Террі Мазані (Terry Mazany)       | Президент і головний виконавчий директор The Chicago Community Trust Чикаго                       | 2012                       |
| Енн Мартлов (Ann D. Murtlow)      | Колишній президент і головний виконавчий директор Indianapolis Power & Light Company Індіанаполіс | 2013                       |
| Нільда Коннорс (Nelda J. Connors) | Голова і головний виконавчий директор Pine Grove Holdings, LLC Чикаго                             | 2014                       |

### Class C
| Ім'я                                               | Посада                                                      | Термін повноважень спливає |
| -------------------------------------------------- | ----------------------------------------------------------- | -------------------------- |
| Вільям Футі (William C. Foote) (Chair)             | Retired Chairman USG Corporation Чикаго                     | 2012                       |
| Vacant                                             |                                                             | 2013                       |
| Джефрі Джойрес (Jeffrey A. Joerres) (Deputy Chair) | Голова і головний виконавчий директор Manpower Inc. Мілвокі | 2014                       |